# Les Faiseurs de silence
Les Faiseurs de silence de son titre original La Boîte noire (seconde partie) est la quatre-vingt-neuvième histoire de la série Spirou et Fantasio de Nic et Cauvin. Elle est publiée pour la première fois dans Spirou du no 2333 au no 2343. Il s'agit de la dernière histoire réalisée par Nic et Cauvin.

## Univers

### Synopsis
Fantasio demande à Spirou de le rejoindre. Spirou croit qu'il a à nouveau utilisé la boîte noire (cf. les deux albums précédents). Furieux, Spirou prend sa moto sans écouter Fantasio et part mais se déconcentre et fait une chute sans dommages quand il n'entend plus le moteur de sa moto. Il découvre ainsi avec lui son invention : l'aspison, qui a la capacité d'avaler tout le son autour de la zone où il est utilisé. Hélas, il entraîne assez vite des problèmes (un pilote s'éjecte car il n'entend plus le moteur de son avion et l'avion s'écrase dans une propriété privée, un dentiste ne s'arrête pas malgré les plaintes de son patient qu'il ne peut pas entendre...). Spirou conseille alors à Fantasio de se débarrasser de son invention mais celui-ci la juge utile pour enlever à l'humanité le bruit permanent.
Mais Spirou et Fantasio ont été suivis par leurs deux ennemis, le commandant Alexander et son acolyte Kalloway. Un moment seul, Fantasio se fait voler l'aspison par les deux marins. Alexander teste l'appareil en faisant stopper le son du gyrophare d'une voiture de police. Ils commettent après un braquage dans une banque sans que personne puisse ainsi donner l'alerte.
Fantasio a averti Spirou et les deux héros retrouvent la trace des deux malfrats et les poursuivent en voiture. Et les deux malfaiteurs, utilisant l'aspison, n'entendent pas la sirène d'un camion de pompiers qui percute leur véhicule mais ils en ressortent et échappent à Spirou. Cependant, rattrapés par leur patron, ils doivent trouver la boîte noire et se rendent chez Fantasio, où ils découvrent avec horreur que l'engin doit être déchargé après un certain nombre d'utilisation des sons absorbés, comme un aspirateur. Pris de panique en voyant le niveau de remplissage de l'engin, ils s'enfuient en le laissant sur place.
En rentrant, Spirou et Fantasio le découvrent et réfléchissent à le décharger sans provoquer un cataclysme. Spip, énervé, mord Fantasio à la cheville qui part se soulager en plongeant dans la fontaine du jardin. C'est alors que lui vient une idée : recouvrir l'aspison et le larguer dans l'océan, pour que personne ne puisse appuyer sur le bouton de déchargement.
L'appareil recouvert ainsi par un cube de béton, Fantasio et Spirou s'envolent avec leur engin volant, le Fantabulle, pour larguer l'objet au-dessus d'une route maritime peu fréquentée. Mais Spirou n'est pas rassuré d'autant qu'il y a peu de visibilité. Trop tard : avant que Spirou ne lui dise non, Fantasio lâche le cube qui heurte...le bateau de leurs deux ennemis, fracturant et coulant ainsi le navire, eux qui savouraient trop tôt leur succès.
Fantasio décide de partir voyant qu'il s'agit des deux marins. Mais Spirou lui dit qu'il ne peut pas les laisser à l'abandon en plein océan. Les deux malfrats secourus, ils demandent ce que Spirou et Fantasio feront d'eux. Et quand ceux-ci répondent qu'ils seront livrés à la police, Alexander et Kalloway rétorquent que le braquage a été effectué avec leur aspison et qu'ils devront ainsi expliquer à la police les méfaits provoqués par l'appareil. Fantasio s'énerve alors et se déconcentre du pilotage. Résultat : le Fantabulle heurte un baleinier. 
Finalement, Spirou, Fantasio, Alexander et Kalloway se retrouvent à l'hôpital avec une jambe ou un bras dans le plâtre pour chacun et aucun d'eux ne veut parler, se murant ainsi dans le silence.

### Personnages
- Spirou
- Fantasio
- Spip
- Le commandant Alexander
- Kalloway

## Publication

### Revues
- Publié pour la première fois dans le journal de Spirou du no 2333 au no 2343. Au cours de sa prépublication, l'histoire s'intitulait La Boîte noire : deuxième partie, les deux histoires ayant beaucoup d'éléments communs. À noter cependant que la boîte noire en question n'apparait pas dans cette histoire. Lors de sa première publication, l'histoire connaissait une fin alternative : le bloc de béton contenant l'aspison, atteignant des profondeurs où la pression de l'eau devenait trop forte, éclatait, libérant les sons de l'engin et tuant plusieurs centaines de baleines du même coup. Cette fin a été remplacée pour la publication en album, car jugée anti-écologique.

### Album
Cet album est le dernier du triptyque composé précédemment de La Ceinture du grand froid et la La boîte noire